# Hinke Ekestubbe
Hinke Carl-Henrik Ekestubbe, född 14 april 1945 i Stockholm, död 1 augusti 2024, var en svensk saxofonist.

## Biografi
Ekestubbe började som esskornettist i Vällingby Folkskolas blåsorkester 1954. Kornetten lades på hyllan 1960 och byttes ut mot tenorsax. 
Ekestubbe spelade med Stockholmsgruppen Les Apaches som kompade sånggruppen Pearlettes 1964–1965. Les Apaches bestod av Kalle Petterson sång och orgel, Bill Andersson/Jonny Wallin gitarr, Bosse Häggström bas, Hinke Ekestubbe sax, Janne "Loffe" Carlsson, Clas "Proffe" Strandberg, Lars "Bampe" Karlsson och Janne Ersson alternerade på trummor under åren. Man turnéerade i Folkparkerna. Les Apaches fortsatte utan Pearlettes med turnéer i Norge och Österrike. Gruppen upplöstes 1966. 
Hinke Ekestubbe spelade i Stockholmsgruppen "Moonlighters" 1967–1972. Gruppen bestod av Lasse Holm på sång och orgel, Hinke Ekestubbe på saxar och flöjt, Christer Lindahl på trumpet, Lennart Carlsmyr på bas och Billy Gezon på trummor och sång. Moonlighters gjorde bland annat två halvårslånga turnéer i Mexiko. 
Hinke startade 1972  gruppen Blåblus tillsammans med Björn Skifs sång, Tommy Berglund trumpet, Bo Liljedahl bas, Michael Areklew gitarr, Ladislav Balaz orgel och Janne Guldbäck trummor. Blåblus hade stora framgångar och låg etta på Tio i topp, och Kvällstoppen med "Hooked on a Feeling". Gruppen kallade sig "Blue Swede" internationellt och låg etta med "Hooked on a Feeling" på USA:s Billboardlista 1974. Låten sålde guld i USA. Hinke slutade i "Blåblus" 1975. Hinke turnerade 1993 med Robert Wells och Charlie Norman. 
Hinke startade 1985 gruppen Prima. Medlemmar var ursprungligen Boris Lindqvist (Rock-Boris) på sång, Hinke på sax, Lasse Höbinger på trombon, Kjell Berggren på piano, Per-Arne Eklund på bas och Åke Larsén på trummor. År 2008 bestod Prima av Anders Linder på sång och sax, Hinke på sax, Stephan Lindstein på trombon och sax, Kjell Berggren på piano, Jan Bergnér på bas och Fredrik Hellberg trummor.